# Kanafiz
Kanafiz (arab. قنافذ) – wieś w Syrii, w muhafazie Hama. W 2004 roku liczyła 550 mieszkańców.